# آناتول دومان
آناتول دومان (فرانسوی: Anatole Dauman‎؛ ۷ فوریهٔ ۱۹۲۵ – ۸ آوریل ۱۹۹۸) تهیه‌کننده فیلم اهل فرانسه بود.
از فیلم‌هایی که وی در آن‌ها نقش داشته‌است، می‌توان به دایره فریب، شب و مه، حکایت‌های غیراخلاقی، مذکر، مؤنث، دو سه چیزی که از او می‌دانم، دیو، موشت، هیروشیما عشق من، میوه‌های شوق و سال گذشته در مارین‌باد اشاره نمود.